# David Bučar
David Bučar slovenski nogometaš, * 8. februar 1994, Brežice.

## Življenjepis
David Bučar prihaja iz Senovega. Z nogometom se je začel ukvarjati pri devetih letih v Krškem klubu.  Lahko igra v zvezni vrsti ali v napadu.Doslej je zbral enajst prvoligaških nastopov za Krško v 1.SNL